# Böszörményi István (helytörténész)
Böszörményi István (Losonc, 1947. március 20. – 2022. július 19.) szlovákiai magyar tanár, helytörténeti és néprajzi kutató.

## Élete
A Füleki Gimnáziumban érettségizett, majd  a pozsonyi Comenius Egyetemen szerzett német–svéd szakos tanári oklevelet. Az egyetemet követően visszatért Fülekre, ahol 1972-től 2007-ig a helyi gimnáziumban tanított.

## Elismerései
- 2005 Nógrád Közművelődéséért díj
- 2021 Magyar Arany Érdemkereszt[4]

## Munkássága
Kutatásainak fő területe a népi építészeti emlékek és Losonc városának műemlékei. Sokat hódolt a regionális történelemnek, aktív résztvevőként formálta a nógrádi köz- és kulturális életet. Az 1970-es évek végétől kezdve rendszeresen jelentek meg helytörténeti, néprajzi és népi építészeti témájú írásai olyan lapokban, mint a Hét, a Honismeret, a Hitel, a Confessio, a Szabad Újság, a Gömörország, az Ipeľ–Ipoly és a Nógrádi Szó. Az utóbbi két regionális újságban 1989 és 1995 között Emlékeink címmel egy 89 részes sorozatot publikált, amely Losonc és Fülek történetét dolgozta fel.

## Művei
- István, B. Madách Imre barátai, kortársai a losonci református líceumban. XXIV. Madách Szimpózium, 18.
- István, B. (2005). A losonci Református Teológiai Szeminárium.
- István, B. Mocsáry Lajos és a szlovákok.